# مطار الطائف الدولي

## خطوط وشركات الطيران
- الوجهات المحلية - الخطوط السعودية : جدة
- فلاي دبي :  دبي
- إيزي جيت : لندن
- العربية للطيران :  الشارقة
- الوجهات الدولية - الخطوط السعودية: روما - فرانكفورت - ليون
- النيل للطيران : القاهرة
- نسما للطيران القاهرة
- طيران ناس : الرياض
- العربية للطيران أبوظبي :   أبوظبي

## مطار الطائف الجديد
أعلنت هيئة الطيران المدني، عن البدء في تنفيذ مشروع أعمال تطويرية شاملة بمطار الطائف الإقليمي، وإنشاء صالات جديدة لاستقبال الحجاج والمعتمرين، والاستفادة من قرب مطار الطائف إلى مكة المكرمة، وتخفيف العبء عن مطار الملك عبد العزيز الدولي بجدة في استقبال الحجاج والمعتمرين من خارج البلاد. صدر قرار خادم الحرمين الشريفين الملك عبد الله بن عبد العزيز بتحويل مطار الطائف إلى مطار دولي. تمت الموافقه عليه 2017